# Aéroport d'Arctic Bay
L'aéroport d’Arctic Bay est un aéroport situé au Nunavut, au Canada. Il est notamment desservi par la compagnie Canadian North.
Jusqu'au 12 janvier 2010, l'aéroport de Nanisivik, à environ 25 km de l'Arctique Bay, était utilisé pour les vols réguliers. Le 13 janvier 2010, First Air a transféré tous les services aériens à l'aéroport nouvellement agrandi de l'Arctic Bay avec desservir Iqaluit et Resolute Bay.
Niore Iqalukjuak, maire de Arctic Bay, a déclaré que le déménagement permettrait aux membres de la communauté. Dans le même temps, le gouvernement du Nunavut a déclaré que cette mesure permettrait d'économiser 600 000 dollars par an parce qu'elle n'aurait pas à maintenir la route entièrement par les intempéries.
La piste d'origine à 1 500 pieds (457 m) était la plus courte du Nunavut. Il a été mis hors service en 2010 et est maintenant marqué par deux "X" à chaque extrémité. Une nouvelle piste de 3 935 pieds (1 199 m) a été construite vers le sud, avec un nouveau terminal d'aéroport.